# Eduardo Romero
Eduardo Romero (Córdoba, 17 juli 1954 – Villa Allende, 13 februari 2022) was een Argentijns golfprofessional.
In 1982 wordt Romero pas professional. Hij speelt eerst een paar jaren op de Tour de las Americas, en in 1985 komt hij voor het eerst op de Europese PGA Tour. Van 1988-2005 heeft hij zijn kaart behouden, en behalve acht overwinningen heeft hij ook zeven keer de top twintig gehaald op de Europese Order of Merit. Nadat hij vijftig geworden was, speelde hij in Europa en de Verenigde Staten in de Senior Tour. In beide Tours heeft hij drie overwinningen behaald.

## Europese Tour
Op de Europese Tour heeft Romero acht overwinningen behaald:
- 1989: Trophée Lancôme
- 1990: Volvo Open di Firenze
- 1991: Peugeot Spanish Open, Peugeot Open de France
- 1994: Tisettanta Italian Open, Canon European Masters
- 2000: Canon European Masters
- 2002: Barclays Scottish Open

Verder wint hij o.a.:
- 1983: Argentijns PGA Kampioenschap
- 1984: Chili Open
- 1986: Argentijns PGA Kampioenschap
- 1987: North Open
- 1988: South Open
- 1989: Argentijns Open
- 1990: Argentijns PGA Kampioenschap
- 1991: North Open
- 1992: Argentijns PGA Kampioenschap, North Open
- 1993: Argentijns PGA Kampioenschap
- 1994: North Open
- 1996: Argentijns PGA Kampioenschap
- 1997: Argentijns PGA Kampioenschap
- 1998: Mexican Open, North Open
- 1999: Argentijns PGA Kampioenschap

## Europese Senior Tour
- 2005 Travis Perkins Senior Masters, Wentworth Senior Masters
- 2006 Wentworth Senior Masters

## Champions Tour
De Senior Tour heet in Amerika de Champions Tour. Daar speelt Romero sinds 2004 en heeft hij gewonnen:
- 2006: JELD-WEN Tradition
- 2008: Dick's Sporting Goods Open, US Senior Open